# Aina Basso
Aina Basso, född 14 maj 1979 i Giske i  Møre og Romsdal i Norge, är en norsk författare och historiker.
Aina Basso debuterades som författare 2008 med ungdomsromanen Ingen må vite. Hon har rötter i Skallelv i Vadsø kommun och hennes tredje roman Inn i elden har handlingen förlagd till Finnmark. Hon nominerades 2013 till Nordiska rådets pris för barn- och ungdomslitteratur för Inn i elden. Hon nominerades också till Brageprisen (2012) i klassen för ungdomsböcker för Inn i elden.
Aina Basso skriver en krönika i Nationen och en i Sunnmørsposten och är medlem  av redaktionen för det nynorska nätlexikonet Allkunne.no.
Aina Basso bor i Oslo.